# اما موفات
اما موفات (انگلیسی: Emma Moffatt؛ زادهٔ ۷ سپتامبر ۱۹۸۴) ورزشکار ورزش سه‌گانه اهل استرالیا است.
وی در مسابقات کشوری و بین‌المللی در مجموع برندهٔ ۲ مدال طلا، ۱ مدال نقره، ۲ مدال برنز شده‌است.